# Ptilothrix nigerrima
Ptilothrix nigerrima är en biart som först beskrevs av Heinrich Friese 1906.  Ptilothrix nigerrima ingår i släktet Ptilothrix och familjen långtungebin. Inga underarter finns listade i Catalogue of Life.